# Relaciones Estados Unidos-Santa Lucía
Las relaciones Estados Unidos-Santa Lucía son las relaciones diplomáticas entre Estados Unidos y Santa Lucía.

## Historia
Los Estados Unidos apoyan los esfuerzos del gobierno de Santa Lucía para expandir su base económica. El Gobierno de Santa Lucía ha cooperado con los Estados Unidos en cuestiones de seguridad. La asistencia de los Estados Unidos se canaliza principalmente a través de agencias multilaterales, como el Banco Mundial y la oficina USAID en Bridgetown, Barbados. El Cuerpo de Paz, cuya sede regional del Caribe Oriental está ubicada en Santa Lucía, tiene 22 voluntarios en Santa Lucía, que trabajan principalmente en desarrollo de negocios, educación y salud. Los programas de asistencia de seguridad de los Estados Unidos brindan capacitación limitada a los paramilitares de la Unidad de Servicios Especiales y Guardia Costera de Santa Lucía. Además, Santa Lucía recibe asistencia de los Estados Unidos contra narcóticos y se beneficia de los ejercicios militares de los Estados Unidos y de los proyectos de construcción de acción cívica humanitaria.
Santa Lucía y los Estados Unidos comparten interés en combatir el crimen internacional y el tráfico de narcóticos. Santa Lucía es un atractivo punto de tránsito para los traficantes debido a su ubicación. Los dos gobiernos han celebrado varios tratados bilaterales, incluido un Acuerdo de Cumplimiento de Derecho marítimo (modificado posteriormente para incluir las disposiciones de sobrevuelo y orden a la tierra), un tratado de asistencia jurídica mutua, y un tratado de extradición.
Más estadounidenses visitan Santa Lucía que cualquier otro grupo nacional. En 2005, los visitantes turísticos totalizaron más de 700,000, principalmente de los Estados Unidos, el Reino Unido y CARICOM. Las llegadas de cruceros en 2005 disminuyeron un 18% con respecto a 2004, mientras que el número de visitantes que se quedaron en el país aumentó ligeramente en el mismo período.

## Embajadas
Los Estados Unidos no mantienen presencia diplomática en Santa Lucía. El embajador y los oficiales de la embajada son residentes en Barbados y viajan con frecuencia a Santa Lucía. O.P. Garza es el Jefe Adjunto de Misión. Ian Campbell es el consejero político / económico. Clyde Howard Jr. es el cónsul general. Jake Aller es el agregado regional de trabajo y el oficial de asuntos comerciales. John Roberts es el oficial de asuntos públicos. Kate Raftery es la Directora del Cuerpo de Paz.